# Mediteranska plovidba
Mediteranska plovidba je hrvaško podjetje, ki se med drugim ukvarja s prevozom ljudi in avtomobilov. Sedež podjetja je na otoku Korčula.

## Trajektni liniji
| številka | linija (relacija)                     | ime trajekta |
| -------- | ------------------------------------- | ------------ |
| 1a       | Dominče (Korčula) - Orebić (Pelješac) | m/t Zamošće  |
| 2b       | Dominče (Korčula) - Drvenik (celina)  | m/t Dominče  |

Opombi: 
- a - linijo vzdržuje tudi reška Jadrolinija
- b - sezonska linija, obratuje od konca aprila do začetka septembra